# Georg Stäheli
Georg Stäheli(n), latinisiert Chalybaeus oder Chalybaeolus  (* letztes Jahrzehnt des 15. Jahrhunderts in Galgenen; † 7. Juni 1573 in Zürich) war ein reformierter Pfarrer und Mitstreiter Zwinglis.

## Leben
Georg Stäheli wurde Ende des 15. Jahrhunderts in Galgenen (Kanton Schwyz) geboren. Jugend und Ausbildung bleiben auch in seiner Autobiografie unerwähnt. Ab 1518 war er Kaplan in Altendorf am Zürichsee, nahm aber schon kurze Zeit später die Stelle als Pfarrhelfer in Baden (heute Kanton Aargau) an. 1520 erhielt er den Ruf als Pfarrer an die St. Leonhardskirche in Basel.
Er nahm jedoch das Angebot von Ulrich Zwingli an und wurde Helfer am Zürcher Grossmünster. In dieser Stellung war er einer der Mitunterzeichnern der Bittschrift an den Bischof von Konstanz, in welcher die Abschaffung des Zölibates verlangt wurde (Supplicatio ad Hugonem episcopum, 1522). Ab Herbst 1522 amtete er als Vikar in Freienbach (Kanton Schwyz). Bereits nach einem Jahr (Herbst 1523) verliess er Freienbach und nahm die Pfarrstelle in Weiningen (Kanton Zürich) an.
Als Vertreter der radikalen Reformation erregte er einiges Aufsehen in der Schweizerischen Eidgenossenschaft. Die Doppelhochzeit, die er und der Pfarrer von Höngg, Simon Stumpf, gemeinsam vollzogen und der Bildersturm in der Kirche von Weiningen waren schliesslich Gegenstand an einer Tagsatzung. Nur dank der bewaffneten Unterstützung von Pfarreimitgliedern, konnte er sich einer drohenden Verhaftung durch den katholischen Landvogt von Baden entziehen (Weininger Handel).
Konflikte mit dem Pfrundgeber und finanzielle Engpässe bewogen Stäheli 1528 eine Pfarrstelle in Biel anzunehmen. Im Jahr 1531 wurde er als Pfarrer nach Zofingen berufen. Zusammen mit seinem Amtskollegen Sebastian Hofmeister, der bereits seit 1528 dort tätig war, beteiligte er sich am „Täufergespräch“ von Zofingen (1532).
Von 1543 bis 1546 war er erneut Diakon am Grossmünster. Ab 1545 war er als Pfarrer in Rüti (Kanton Zürich) und ab 1559 in Turbenthal tätig. Hier fand er nach eigenen Angaben eine arbeitselige Pfrund, elende Behausung und armes Einkommen vor. Nach seinem Ruhestand im Jahr 1570 zog er nach Zürich, wo er am 7. Juni 1573 verstarb.

## Werke
- Lebens-Beschreibung Hrn. Geörg Stähelins, eines Anfängers der Evangelischen Reformation, von ihm selbst verzeichnet. In: Johann Jakob Ulrich (Hrsg.): Miscellanea Tigurina. Band 2, Zürich 1723, S. 679–696 (Digitalisat)